# Mthonjaneni
Mthonjaneni – gmina w Republice Południowej Afryki, w prowincji KwaZulu-Natal, w dystrykcie uThungulu. Siedzibą administracyjną gminy jest Melmoth.